# تاریخ اقتصادی (کتاب وبر)
تاریخ اقتصادی (به آلمانی: Wirtschaftsgeschichte) و (به انگلیسی: General Economic History) تاریخ اقتصادی عمومی (۱۹۲۳ ترجمه ۱۹۲۷) کتاب در نظریه اقتصادی است که توسط دانشجویان ماکس وبر (۲۱ آوریل ۱۸۶۴–۱۴ ژوئن ۱۹۲۰) اقتصاددان و جامعه‌شناس آلمانی بر اساس یادداشت‌هایی از سخنرانی‌های او منتشر شده تا به بازسازی و پرکردن شکاف‌های نظریه‌های منتشر شده و منتشرنشده وبر کمک نماید. سه سال پس از مرگ او در سال ۱۹۲۰ منتشر و توسط فرانک نایت (۷ نوامبر ۱۸۸۵–۱۵ آوریل ۱۹۷۲) اقتصاددان اهل ایالات متحده آمریکا  به زبان انگلیسی ترجمه شد.

## نظریه اقتصادی
محتوای متن شامل یادداشت‌های از سخنرانی‌های وبر از سال ۱۹۱۹ تا ۱۹۲۰ است که تاریخ اقتصادی و اجتماعی تدریس می‌کرد. (طرح کلی از «تاریخ اجتماعی و اقتصادی جهانی»).
دیدگاه گسترده‌تر او از اقتصاد در کتاب «اقتصاد و جامعه» آورده شده‌است.
او پیشنهاد کرد این رشته نه تنها باید نظریه اقتصادی بلکه جامعه‌شناسی اقتصادی و تاریخ اقتصادی را نیز پوشش دهد.
برای این موضع، پژوهشگرانی وجود دارند که تاریخ اقتصادی را بسیار نزدیک به جامعه‌شناسی اقتصادی توصیف می‌کنند.
وبر باورمند بود تاریخ اقتصادی با سه چالش مواجه است:
1. تقسیم کار؛
2. جهت‌گیری اقتصادی به سمت تولید سود یا خانوار و
3. درجه‌ای که عقلانیت و غیرعقلانی بودن زندگی اقتصادی را مشخص می‌کند.[۲]

وبر در کتاب تاریخ اقتصادی نظریه‌ای نهادی در مورد پیدایش سرمایه‌داری در غرب ارائه کرد. برخلاف کتاب پیشین او، «اخلاق پروتستانی و روح سرمایه‌داری»، به دین نقش کوچکی داده شده‌است. در عوض، تأکید این اثر بر جایگاه دولت و قانون قابل محاسبه در اجازه دادن به کنشگران اقتصادی جهت پیش‌بینی مبادله برای سود است. او همچنین ادعاهای متفکرانی مانند ورنر زمبارت را رد کرد که باورمند بودند یهودیان بنیان‌گذار پیدایش سرمایه‌داری غربی بودند. او باورمند بود سرمایه‌داری یهودی را می‌توان سرمایه‌داری منفور به‌جای سرمایه‌داری عقلانی دانست ولی ایده «کارخانه‌دار یهودی» ایده‌ای مدرن است.
نظریه نهادی وبر در مورد سرمایه‌داری در اوایل دهه ۱۹۸۰ توسط نویسندگانی مانند رندال کالینز، دانیل چیروت و داگلاس نورث دوباره کشف شد که برای جایگزینی نظریه‌های مبتنی بر نظریه  نظام‌های جهانی امانوئل والرشتاین کار کردند. اگرچه امروزه آثار وبر عمدتاً توسط جامعه شناسان و فیلسوفان اجتماعی خوانده می‌شود، تأثیر چشمگیری بر فرانک نایت، یکی از بنیانگذاران نئوکلاسیک مکتب اقتصادی شیکاگو گذاشت که تاریخ اقتصادی عمومی وبر را در سال ۱۹۲۷ به زبان انگلیسی ترجمه کرد.